# Giovanni-Battista Pastine
Giovanni-Battista Pastine fue un deportista italiano que compitió en remo. Ganó dos medallas de oro en el Campeonato Europeo de Remo, en los años 1926 y 1927.

## Palmarés internacional
| Campeonato Europeo | Campeonato Europeo | Campeonato Europeo | Campeonato Europeo |
| Año                | Lugar              | Medalla            | Prueba             |
| ------------------ | ------------------ | ------------------ | ------------------ |
| 1926               | Lucerna (Suiza)    | Medalla de oro     | Cuatro con timonel |
| 1927               | Como (Italia)      | Medalla de oro     | Cuatro con timonel |